# Herbertus
Herbertus es un género de hepáticas perteneciente a la familia Gymnomitriaceae. Comprende 147 especies descritas y de estas, solo 78 aceptadas.

## Taxonomía
El género fue descrito por Samuel Frederick Gray y publicado en A Natural Arrangement of British Plants 1: 678, 705. 1821[1821]. La especie tipo es: Herbertus aduncus (Dicks.) Gray

## Especies aceptadas
A continuación se brinda un listado de algunas de las especies del género Herbertus aceptadas hasta marzo de 2015, ordenadas alfabéticamente. Para cada una se indica el nombre binomial seguido del autor, abreviado según las convenciones y usos.
- Herbertus aduncus (Dicks.) Gray – Norteamérica y Asia
- Herbertus armitanus (Steph.) H.A. Mill. – Indochina a Papua New Guinea
- Herbertus borealis Crundw. –  Scotland
- Herbertus buchii Juslén – Amur, Rusia
- Herbertus ceylanicus (Steph.) Abeyw. – Sri Lanka, Indonesia, Malasia
- Herbertus circinatus (Steph.) H.A. Mill. – Indonesia, Malasia, Papua New Guinea and the Philippines
- Herbertus dicranus (Taylor ex Gottsche et al.) Trevis – western North America, East Asia, África oriental
- Herbertus guangdongii P.J. Lin & Piippo – Hainan, China
- Herbertus hutchinsiae (Gottsche) A. Evans – Irlandia a Noruega
- Herbertus kurzii (Steph.) R.S. Chopra – China, Bután, India y Nepal
- Herbertus longispinus Jack & Steph. – Taiwán, Indonesia, Malasia y Filipinas
- Herbertus norenus D.G.Long, D.Bell & H.H.Blom – Shetland y Norway
- Herbertus pilifer (Steph.) H.A. Mill. – Indonesia, Malaysia and Papua New Guinea
- Herbertus ramosus (Steph.) H.A. Mill. – Sri Lanka, Tailandia, Vietnam, Indonesia and Papua New Guinea
- Herbertus sendtneri (Nees) Lindb. – Austria, Asia, North America
- Herbertus stramineus (Dumort.) Trevis. – United Kingdom, Islas Faroe, Noruega, Iceland and Alaska